# Christian Fittipaldi
Christian Fittipaldi (São Paulo, 18 de janeiro de 1971) é um ex-piloto de automóveis brasileiro. Filho de Wilson Fittipaldi Júnior e sobrinho de Emerson Fittipaldi, Christian é o único piloto brasileiro já disputou provas da Formula 1, Champ Car e NASCAR Winston Cup, três das principais categorias do automobilismo mundial.
Christian foi diversas vezes campeão de Kart, vencedor de campeonatos como a Fórmula 3 Sul-americana e Fórmula 3000 Internacional.
Ele participou em 43 Grandes Prêmios de Fórmula 1 e correu pelas equipes Minardi e Arrows, pontuando 5 vezes. Em seguida foi quinto lugar na CART (br:Fórmula Mundial) em 1996 e 2002, conseguindo duas vitórias (Road America e California Speedway), bem como um segundo lugar nas 500 milhas de Indianápolis em 1995. Neste ano, Fittipaldi correu algumas provas da NASCAR Winston Cup, chegando a largar da sétima posição na etapa de Michigan.
Destacou-se também nas categorias de corridas de resistência (protótipos), venceu a Rolex 24 at Daytona (24 Horas de Daytona) em 2004, 2014 e 2018, as 12 Horas de Sebring de 2015, 6 horas de Watkins Glen. Ele ganhou o título de pilotos da United SportsCar Championship em 2014 e 2015 e sétimo no campeonato da Rolex Sports Car Series de 2013.

## Carreira

### Início
Após o início no kart, aonde conquistou vitórias e títulos, Christian Fittipaldi ingressou na Fórmula Ford brasileira, aonde conseguiu terminar em segundo lugar na temporada de 1988. Posteriormente, terminou a temporada de 1989 em terceiro lugar na Fórmula 3 Sul-americana, vindo conquistar o título da categoria em 1990, e um quarto lugar na Fórmula 3 Britânica.
Em 1991, o brasileiro estabeleceu-se na Europa para correr na categoria de monopostos da Fórmula 3000, onde obteve duas vitórias e sete pódios em dez corridas para o campeonato disputando contra Alessandro Zanardi. Mais tarde, foi terceiro no Grande Prêmio de Macau de Fórmula 3.

### Monopostos

#### Automobilismo europeu
Após ser campeão de Fórmula 3000 em 1991, Christian foi convidado pela Minardi para fazer testes, deixando os membros da equipe impressionados e marcou seu primeiro ponto com um sexto lugar no penúltimo GP da temporada, no Japão. Em 1993 conquistou o quarto lugar no primeiro GP do ano, na África do Sul, mas apesar dos avanços, desentendeu-se com a direção da equipe e foi dispensado quando faltavam dois GPs para o fim da temporada. Em 1994 Christian teve uma nova chance correndo pela Arrows, conquistou dois quartos lugares mas desistiu da Fórmula 1 e mudou-se para os Estados Unidos.

#### Automobilismo americano

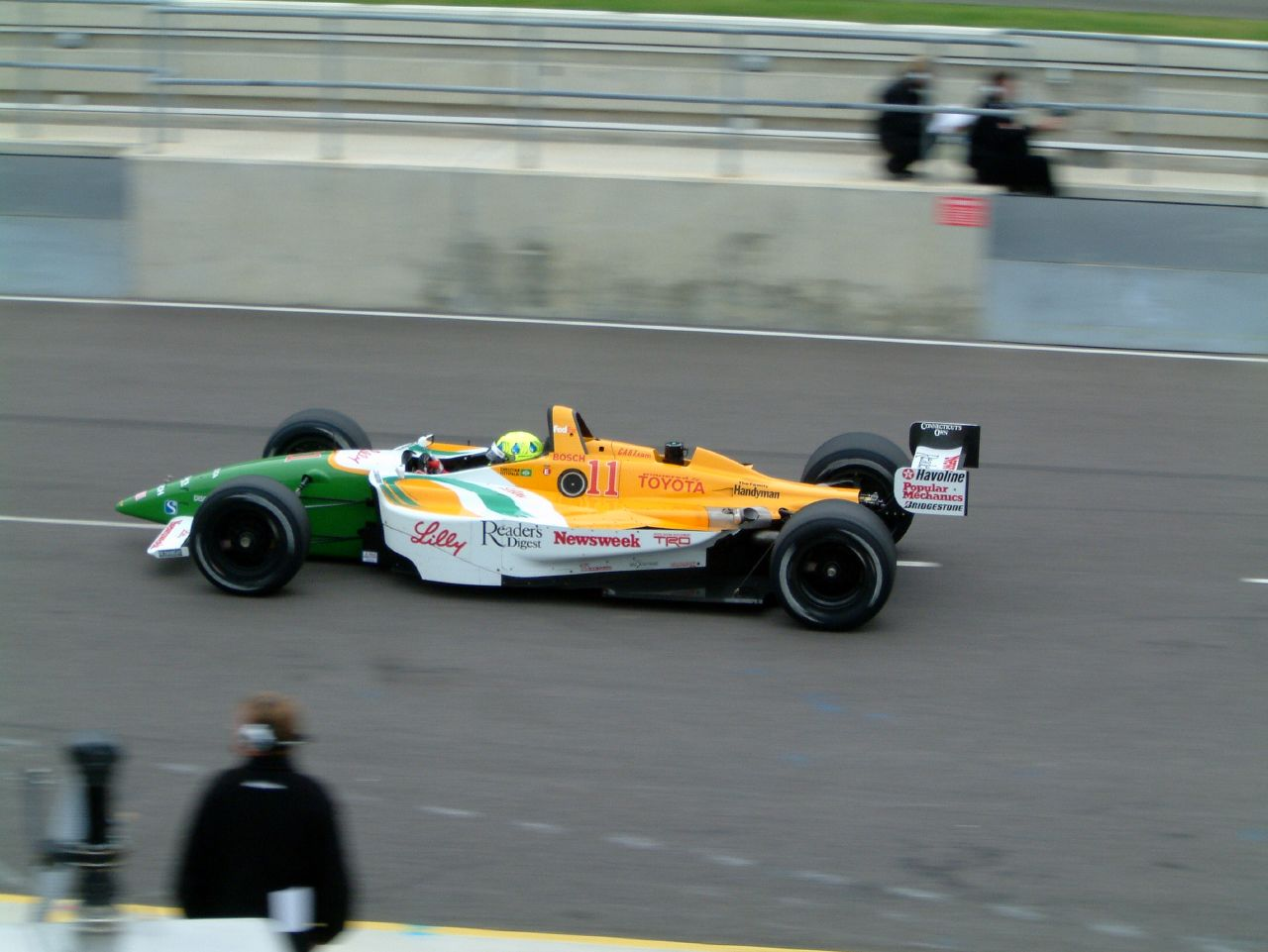
Christian Fittipaldi na CART em 2002.

Nos Estados Unidos, Christian disputou corridas da CART (no Brasil: Fórmula Mundial) fazendo sua estreia nos monopostos americanos em 1995, com a equipe Walker. Naquele ano, ele obteve o segundo lugar nas 500 milhas de Indianápolis, chegando atrás de Jacques Villeneuve, recebeu posteriormente o título de melhor estreante do ano (Rookie of the Year). Em 1996 passou a correr pela equipeNewman/Haas, ficando em quinto lugar no campeonato alcançando três pódios. Quando sua carreira parecia decolar, Christian quebrou as pernas na 2ª etapa da temporada de 1997 (no Grande Prêmio de Surfers Paradise, na Austrália) durante a corrida, vindo posteriormente a sofrer um novo acidente sério durante um treino em circuito oval, que lhe rendeu um coágulo sério no cérebro, do qual ele se recuperou mais tarde.
Mesmo com este revés, a primeira vitória de Christian Fittipaldi viria na corrida de Road America de 1999. Apesar de não ter vencido até aquele momento, foi considerado candidato ao título do campeonato, devido a regularidade de seus resultados. Com um total de cinco pódios, terminou o ano em sétimo na tabela geral.
Em 2000 ele venceu pela segunda vez, desta vez em Fontana, conseguindo também dois terceiros lugares na temporada.
Em 2001 apareceu no filme Driven, produzido por Renny Harlin e escrito por Neal Tabashcnick e Sylvester Stallone.
O ciclo de Fittipaldi na Newman-Haas terminaria em 2002. Neste ano, após alcançar três segundos e dois terceiros lugares, embora não tenha conquistado nenhuma vitória, foi o quinto no campeonato. Após deixar de competir na CART acumulou um saldo de duas vitórias, 20 pódios e uma pole position.

### NASCAR
Com o fim de sua carreira na CART, Fittipaldi voltou-se para a NASCAR. Durante 2001 e 2002, ele teve três participações em etapas da NASCAR Busch Series. Apesar de não atingir grandes resultados, ele conseguiu chamar a atenção de Richard Petty para correr pela equipe, estreando no Phoenix International Raceway.
Em 2003, participou pela primeira vez nas 500 milhas de Daytona, em uma corrida de teste com a equipe de Andy Petree, Disputando então 14 corridas com a Petty.

### Corridas de resistência
Seu primeiro registro em participações de provas de longa duração aconteceu nas 24 Horas de Spa de 1993, onde obteve a vitória da prova pela classificação geral . Fittipaldi é até hoje o único brasileiro e também o único lusófono a obter uma vitória geral nessa prova.
Após sua fase na NASCAR pela equipe Petty Enterprises, Fittipaldi co-pilotou o carro vencedor das 24 Horas de Daytona em 2004 e correu pela Stock Car Brasil em 2005.  Fittipaldi também co-dirigiu o carro vencedor durante as 24 Horas de Daytona e reapareceu na Grand-Am após vencer uma corrida em Phoenix, anunciando ter assinado contrato com a nova equipe de Eddie Cheever para 2006.
Ele co-dirigiu um Saleen S7R (com Terry Borcheller e Johnny Mowlem) nas 24 Horas de Le Mans 2006 e terminou em sexto na classe e em décimo-primeiro no geral.
Ele voltou para carros esportivos em tempo integral em 2008, dirigindo o protótipo Acura LMP2 pela Andretti Green Racing na American Le Mans Series, mas foi retirado após a quarta corrida da temporada de 2008.
Ele então passou a conduzir o #16 Pontiac Coyote para a Cheever Racing na Rolex Sports Car Series.
O piloto foi convidado para participar das 24 horas de Daytona de 2011 com um Porsche-Riley da Action Express Racing, resultando em um terceiro lugar geral com Max Papis e João Barbosa entre outros. Em 2012 ele participou novamente desta corrida com a Action Express, a bordo de um Chevrolet Corvette DP, terminando em quinto.
O brasileiro tornou-se o piloto regular da Action Express para a temporada de 2013 da Rolex Sports Car Series. Ele conseguiu duas vitórias em Mid-Ohio e as 6 horas de Watkins Glen, dois segundos lugares, um quarto lugar e um quinto lugar, principalmente com Barbosa. Assim, ele foi o sétimo no campeonato de pilotos na classe de protótipos Daytona.
Ele ganhou o Rolex 24 at Daytona em 2014 na Action Express com o Corvette DP, junto com João Barbosa e Sebastien Bourdais. Em 2018, o trio Christian Fittipaldi, João Barbosa e Filipe Albuquerque foi o vencedor das 24 Horas de Daytona, a bordo do Cadillac #5.
E em 2015, torna-se bicampeão da United SportsCar Championship.

## Resultados

### Fórmula 1
(legenda)
| Ano  | Nome Oficial da Equipe | Chassis       | Motor                | Pneus | 1       | 2       | 3       | 4       | 5       | 6       | 7       | 8      | 9       | 10      | 11      | 12      | 13     | 14      | 15     | 16     | Pontos | Posição |
| ---- | ---------------------- | ------------- | -------------------- | ----- | ------- | ------- | ------- | ------- | ------- | ------- | ------- | ------ | ------- | ------- | ------- | ------- | ------ | ------- | ------ | ------ | ------ | ------- |
| 1992 | Minardi Team           | Minardi M191B | Lamborghini 3512 V12 | G     | RSA Ret | MEX Ret | BRA Ret | ESP 11º |         |         |         |        |         |         |         |         |        |         |        |        | 1      | 18º     |
| 1992 | Minardi Team           | Minardi M192  | Lamborghini 3512 V12 | G     |         |         |         |         | SMR Ret | MON 8º  | CAN 13º | FRA NQ |         |         |         | BEL NQ  | ITA NQ | POR 12º | JPN 6º | AUS 9º | 1      | 18º     |
| 1993 | Minardi Team           | Minardi M193  | Ford HBC6 V8         | G     | AFS 4º  | BRA Ret | EUR 7º  | SMR Ret | ESP 8º  | MON 5º  | CAN 9º  | FRA 8º | GBR 12º | GER 11º | HUN Ret | BEL Ret | ITA 8º | POR 9º  |        |        | 5      | 14º     |
| 1994 | Footwork Ford          | Footwork FA15 | Ford HBE7/8 V8       | G     | BRA Ret | PAC 4º  | SMR 13º | MON Ret | ESP Ret | CAN DSQ | FRA 8º  | GBR 9º | GER 4º  | HUN 14º | BEL Ret | ITA Ret | POR 8º | EUR 18º | JPN 8º | AUS 8º | 6      | 15º     |

### CART
| Ano  | Equipe      | Chassis | Motor  | Pneus | 1       | 2       | 3       | 4       | 5       | 6       | 7       | 8       | 9       | 10      | 11      | 12      | 13      | 14      | 15      | 16      | 17      | 18    | 19      | 20    | 21     | Pontos | Posição |
| ---- | ----------- | ------- | ------ | ----- | ------- | ------- | ------- | ------- | ------- | ------- | ------- | ------- | ------- | ------- | ------- | ------- | ------- | ------- | ------- | ------- | ------- | ----- | ------- | ----- | ------ | ------ | ------- |
| 1995 | Walker      | Reynard | Ford   | G     | MIA 5   | SRF Ret | PHO 10  | LBH Ret | NZR Ret | INDY 2  | MIL 7   | DET 17  | POR 12  | ROA 8   | TOR 9   | CLE Ret | MIS 9   | MDO Ret | LOU 8   | VAN Ret | LS Ret  |       |         |       |        | 54     | 15º     |
| 1996 | Newman/Haas | Lola    | Ford   | G     | MIA 6   | RIO 5   | SRF 5   | LBH Ret | NZR 9   | MIS Ret | MIL 6   | DET 2*  | POR 3   | CLE 7   | TOR 7   | MIS 10  | MDO 7   | ROA Ret | VAN 3   | LS 10   |         |       |         |       |        | 110    | 5º      |
| 1997 | Newman/Haas | Swift   | Ford   | G     | MIA Ret | SRF Ret | LBH Inj | NZR Inj | RIO Inj | STL Inj | MIL Inj | DET Inj | POR 4   | CLE 6   | TOR 11  | MIS Ret | MDO Ret | ROA 4   | VAN Ret | LS Ret  | FON 9   |       |         |       |        | 42     | 15º     |
| 1998 | Newman/Haas | Swift   | Ford   | F     | MIA 4   | MOT Ret | LBH Ret | NZR 11  | RIO Ret | GAT 11  | MIL DNS | DET 17  | POR Ret | CLE 11  | TOR 16  | MIS Ret | MDO 13  | ROA 3   | VAN 14  | LS 9    | HOU Ret | SRF 3 | FON 7   |       |        | 91     | 14º     |
| 1999 | Newman/Haas | Swift   | Ford   | F     | MIA 9   | MOT 3   | LBH 5   | NZR 7   | RIO 3   | STL 9   | MIL 6   | POR 14  | CLE 12  | ROA 1   | TOR 3   | MIS 8   | DET Inj | MDO Inj | CHI Inj | VAN Inj | LS Inj  | HOU 7 | SRF Ret | FON 3 |        | 121    | 7º      |
| 2000 | Newman/Haas | Lola    | Ford   | F     | MIA 7   | LBH Ret | RIO 5   | MOT 11  | NZR 11  | MIL 9   | DET Ret | POR 3   | CLE Ret | TOR Ret | MIS Ret | CHI DNS | MDO 3   | ROA Ret | VAN 4   | LS 10   | GAT 12  | HOU 6 | SRF Ret | FON 1 |        | 96     | 12º     |
| 2001 | Newman/Haas | Lola    | Toyota | F     | MEX Ret | LBH Ret | TXS     | NZR 5   | MOT 4   | MIL Ret | DET 5   | POR 3   | CLE 11  | TOR Ret | MIS Ret | CHI Ret | MDO 8   | ROA Ret | VAN 11  | LAU Ret | ROC Ret | HOU 8 | LS 9    | SRF 8 | FON 13 | 70     | 15º     |
| 2002 | Newman/Haas | Lola    | Toyota | B     | MTY 3   | LBH 13  | MOT 12  | MIL 4   | LS 2    | POR 13  | CHI 14  | TOR 3   | CLE 12  | VAN 13  | MDO 2   | ROA 6   | MTL 7   | DEN 5   | ROC 17  | MIA 2   | SRF 11  | FON 7 | MXC 15  |       |        | 122    | 5º      |

* 1 ponto por liderar o maior número de voltas

### WeatherTech SportsCar Championship results
| Ano  | Equipe                  | Classe | Carro                             | Engine             | 1     | 2      | 3     | 4     | 5     | 6     | 7     | 8     | 9     | 10    | 11    | Rank  | Points |
| ---- | ----------------------- | ------ | --------------------------------- | ------------------ | ----- | ------ | ----- | ----- | ----- | ----- | ----- | ----- | ----- | ----- | ----- | ----- | ------ |
| 2014 | Action Express Racing   | P      | Coyote Corvette Daytona Prototype | Chevrolet 5.0 L V8 | DAY 1 | SEB 3  | LBH 3 | LGA 4 | DET 6 | WGL 3 | MOS 4 | IMS 1 | ELK 1 | COA 3 | PET 2 | 1st   | 349    |
| 2015 | Action Express Racing   | P      | Coyote Corvette Daytona Prototype | Chevrolet 5.0 L V8 | DAY 2 | SEB 1  | LBH 5 | LGA 4 | DET 3 | WGL 3 | MOS 5 | ELK 2 | COA 6 | PET 1 |       | 1st   | 309    |
| 2016 | Action Express Racing   | P      | Coyote Corvette Daytona Prototype | Chevrolet 5.0 L V8 | DAY 4 | SEB 3  | LBH 2 | LGA 7 | DET 2 | WGL 1 | MOS 2 | ELK 2 | COA 3 | PET 5 |       | 2nd   | 311    |
| 2017 | Mustang Sampling Racing | P      | Cadillac DPi-V.R                  | Cadillac 6.2 L V8  | DAY 2 | SEB 2  | LBH 7 | COA 3 | DET 4 | WGL 1 | MOS 6 | ELK 6 | LGA 5 | PET 5 |       | 3rd   | 284    |
| 2018 | Mustang Sampling Racing | P      | Cadillac DPi-V.R                  | Cadillac 5.5 L V8  | DAY 1 | SEB 10 | LBH   | MDO   | DET   | WGL 6 | MOS 4 | ELK   | LGA   | PET 4 |       | 19th  | 137    |
| 2019 | Mustang Sampling Racing | DPi    | Cadillac DPi-V.R                  | Cadillac 5.5 L V8  | DAY 7 | SEB    | LBH   | MDO   | DET   | WGL   | MOS   | ELK   | LGA   | PET   |       | 29th* | 24*    |